# Campionato europeo di taekwondo 1994
Il X Campionato Europeo di Taekwondo si è disputato a Zagabria, in Croazia, tra il 28 e il 30 ottobre 1994.

## Medagliati

### Maschile
| Specialità | Oro                     | Argento                  | Bronzo                                                  |
| -50 kg     | Gergely Salim Danimarca | Mert Tuncer Turchia      | Željko Jurčić Croazia / Luigi Sarnataro Italia          |
| 54 kg      | Aydin Ates Germania     | Cihat Kutluca Turchia    | Abror Haider Danimarca / José Luis Prieto Spagna        |
| 58 kg      | Gabriel Esparza Spagna  | Ahmet Evcimen Turchia    | Josef Salim Danimarca / Jesper Skaneby Svezia           |
| 64 kg      | Franciso Zas Spagna     | Claudio Nolano Italia    | Arthur Noot Paesi Bassi / Igor Romazhkevich Bielorussia |
| 70 kg      | Óscar Sánchez Spagna    | Domenico D'Alise Italia  | Aziz Acharki Germania / Lee Bennett Irlanda             |
| 76 kg      | Dragan Jurily Croazia   | Theodoras Milonas Grecia | Marko Pokka Finlandia / Marco Scheiterbauer Germania    |
| 83 kg      | Juan Wright Spagna      | Mikaël Meloul Francia    | Ivan Brljevic Svezia / Joonas Soila Finlandia           |
| +83 kg     | Pascal Gentil Francia   | Jan Glerup Danimarca     | Massimiliano Romano Italia / Olaf Wilkens Germania      |

### Femminile
| Specialità | Oro                             | Argento                    | Bronzo                                                     |
| -43 kg     | Triantafillia Karasiouna Grecia | Gemma Jones Regno Unito    | Coral Falco Spagna / Tharshni Thevathasan Germania         |
| 47 kg      | Svetlana Noskova Russia         | Piera Muggiri Italia       | Ana Katalinić Croazia / Janet Vousden Regno Unito          |
| 51 kg      | Elisabet Delgado Spagna         | Marijeta Željković Croazia | Minna Ketola Finlandia / Kathy Walker Regno Unito          |
| 55 kg      | Idoya Jiménez Spagna            | Ayşegül Ergin Turchia      | Carine Rocchesani Francia / Maria Zygmantovich Bielorussia |
| 60 kg      | Jo-Anne Nash Regno Unito        | Mirjam Muskens Paesi Bassi | Judith Pirchmoser Austria / Sonja Schiedt Germania         |
| 65 kg      | Morfu Drosidou Grecia           | Elena Benítez Spagna       | Kirsimarja Koskinen Finlandia / Karin Schwartz Danimarca   |
| 70 kg      | Tuğgen Gedik Turchia            | Iva Gavez Croazia          | Aikaterina Bassi Grecia / Tanja Brkic Svezia               |
| +70 kg     | Yolanda García Spagna           | Nataša Vezmar Croazia      | Karin Bain Regno Unito / Monique Thènes Francia            |

## Medagliere
| Posizione | Paese       | Oro | Argento | Bronzo | Totale |
| --------- | ----------- | --- | ------- | ------ | ------ |
| 1         | Spagna      | 7   | 1       | 2      | 10     |
| 2         | Grecia      | 2   | 1       | 1      | 4      |
| 3         | Turchia     | 1   | 4       | 0      | 5      |
| 4         | Croazia     | 1   | 3       | 2      | 6      |
| 5         | Danimarca   | 1   | 1       | 3      | 5      |
| 5         | Regno Unito | 1   | 1       | 3      | 5      |
| 7         | Francia     | 1   | 1       | 2      | 4      |
| 8         | Germania    | 1   | 0       | 5      | 6      |
| 9         | Russia      | 1   | 0       | 0      | 1      |
| 10        | Italia      | 0   | 3       | 2      | 5      |
| 11        | Paesi Bassi | 0   | 1       | 1      | 2      |
| 12        | Finlandia   | 0   | 0       | 4      | 4      |
| 13        | Svezia      | 0   | 0       | 3      | 3      |
| 14        | Bielorussia | 0   | 0       | 2      | 2      |
| 15        | Austria     | 0   | 0       | 1      | 1      |
| 15        | Irlanda     | 0   | 0       | 1      | 1      |
|           | TOTALE      | 16  | 16      | 32     | 64     |